# Bzik tropikalny

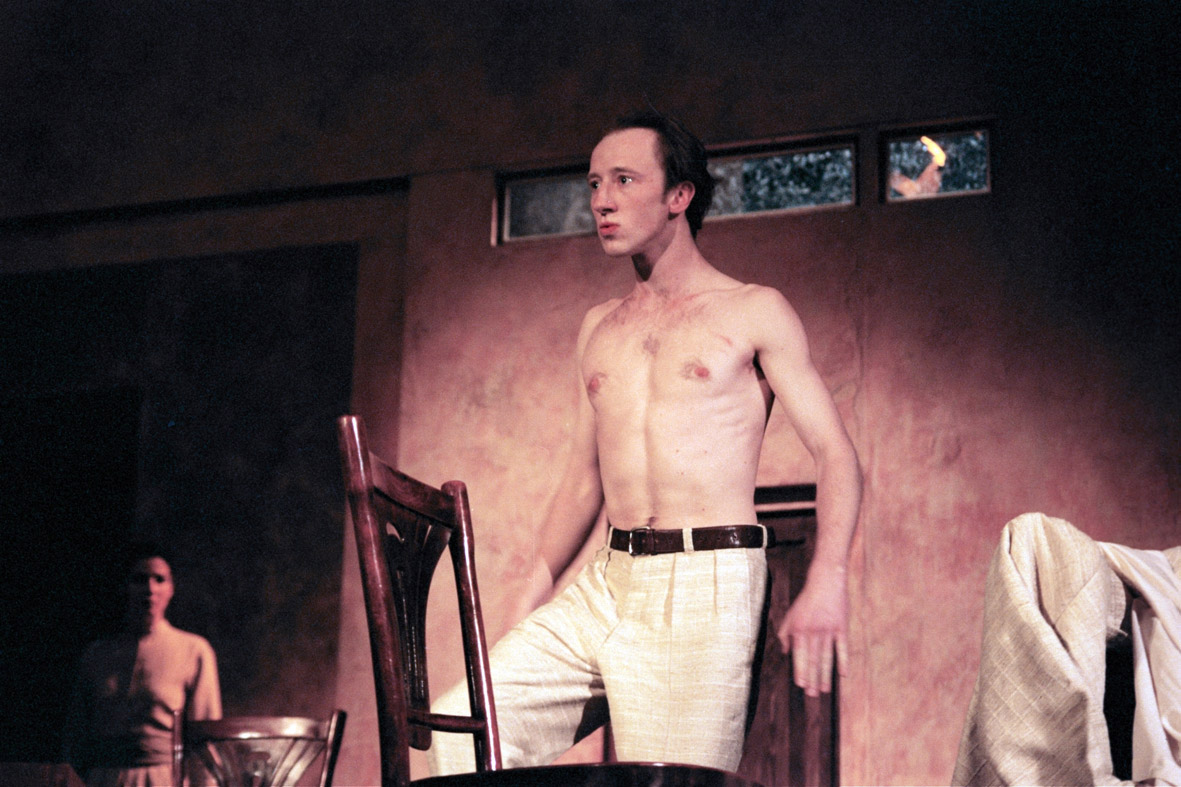
fot. Katarzyna Zajda

Bzik tropikalny – spektakl Grzegorza Jarzyny z 1997 roku. 
Datę premiery Bzika tropikalnego do dziś uważa się za cezurę w najnowszych dziejach polskiego teatru. Spektakl okrzyknięto wydarzeniem, jednym z najgłośniejszych debiutów teatralnych i najciekawszą inscenizacją Witkacego w Polsce od wielu sezonów. Grzegorz Jarzyna wyreżyserował Bzika pod pseudonimem Grzegorz Horst D’Albertis.
Premiera odbyła się 18 stycznia 1997 w Teatrze Rozmaitości (dziś TR Warszawa). Po ośmiu sezonach, 21 grudnia 2005 odbyło się ostatnie wystawienie Bzika tropikalnego.

## Treść
Bzik tropikalny oparty jest na połączeniu dwóch dramatów Stanisława Ignacego Witkiewicza z 1920 roku – Mister Price’a oraz Nowego Wyzwolenia. Część Mister Price’a stanowi realistyczną tkankę zdarzeń, fragmenty Nowego Wyzwolenia ilustrują natomiast narkotyczne wizje i obsesję bohaterów. Podziałowi literackiemu odpowiadają dwa plany scenografii. Pierwszy, to tropikalna kawiarenka z plecioną z wikliny ścianą, gdzie spotyka się rodzina słowiańskich biznesmenów Brzechajłów. Ich syn, Jack, przeżywa w tropikach inicjację erotyczną i narkotyczną - wprowadzany w świat dzikich doznań przez pogromczynię silnych męskich osobników, Ellinor Fierce Golders. O jej miłość walczą również mąż, Ryszard Golders, boss jednej z gigantycznych zamorskich kampanii zajmującej się handlem kauczukiem i kawą, a także zakochujący się od pierwszego wejrzenia w Ellinor – Sydney Price, początkująca gwiazda marketingu, poeta nowoczesnej ekonomii, autor szalonych biznesplanów. Miejscem ich zmagań jest zaznaczony na scenie kanapą salon wilii Goldersów, a gdy Ellinor zdradzi męża – wykrojony światłem reflektora pokoik z żelaznym łóżkiem. Drugi plan sceny tworzy ścinająca ją ukośnie jasna ceglana ściana. Stanowi ona oprawę dla wnęki, gdzie przy wyciemnieniu świateł rozgrywają się senne koszmary bohaterów spektaklu. Pojawią się tam groteskowe postaci Mima, króla, Zabawnisi i Florestana Wężymorda, dręczących się wymyślnymi słownymi torturami.

## Nagrody
- Nagroda „Honorowy Złamany Szlaban” dla Grzegorza Horsta d’Albertisa na VIII Międzynarodowym Festiwalu Teatralnym „Na Granicy”, Cieszyn (16-18.10.1997)
- Grand Prix dla spektaklu oraz nagroda za rolę Sydneya Price’a dla Cezarego Kosińskiego na festiwalu „Klasyka Polska ‘97” w Opolu.
- Grand Prix dla spektaklu na VII Międzynarodowym Festiwalu Teatralnym „Image” w Satu Mare w Rumunii (27-31.05.1998)
- Tytuł „najprzyjemniejszego aktora festiwalu” dla Cezarego Kosińskiego na V Ogólnopolskim Festiwalu Sztuk Przyjemnych w Łodzi (17.01-07.02.1999)

## Pokazy gościnne/ Wyjazdy
- VII Międzynarodowy Festiwal Teatralny „Divadelna Nitra'97”, Nitra (25-30.09.1997)
- VIII Międzynarodowy Festiwal Teatralny „Na Granicy”, Cieszyn (16-18.10.1997), występy gościnne, Teatr Stary, Kraków (20-24.10.1998)
- VII Międzynarodowy Festiwal Teatralny „Image”, Satu Mare (27-31.05.1998)
- IV Bonner Biennale Festival 1998, Bonn (18 czerwca 1998)
- I Festival of Central European Culture, Londyn (21.06 – 12.07.1998)
- Golden Lion Theatre Festival, Lwów (20 – 30.09.1998)
- pokaz wersji TV w ramach Festival d'Avignon, Awinion (19.07.2002)
- Festiwal Bałtycki Dom, Petersburg, (08.10.2002)
- występy gościnne, Theatre des Celestins, Lyon, (22 – 26.09.2004)